# Exochus rubroater
Exochus rubroater är en stekelart som beskrevs av Otto Schmiedeknecht 1924. Exochus rubroater ingår i släktet Exochus och familjen brokparasitsteklar. Inga underarter finns listade i Catalogue of Life.